# Àhmad ibn Àssad
Àhmad ibn Àssad o Àhmad I (? - 864) fou un governador de la família samànida. Fou governador de Fergana vers 819 a 842. També els seus germans Nuh ben Asad, Yahya ben Asad i Ilyas ben Asad ven rebre governs locals conferits pel governador de Khorasan Ghassan ibn Abbad (817-820) el primer a Samarcanda, el segon a Taixkent i el darrer probablement a Herat. Aquest governs els foren donats com a recompensa per l'ajut de la família en la supressió de la revolta de Rafi ibn al-Layth a Samarcanda. Van conservar aquestos governs sota els tahírides del Khorasan. Fou governador de Transoxiana per designació del califa del 842 fins a una data propera al 864 com a successor del seu germà Nuh ben Asad (de Samarcanda, 819 a 842). Va consolidar les conquestes a Transoxiana que havia fet el seu germà durant el seu govern però no es va traslladar a Samarcanda on va enviar com a delegat al seu fill Nasr. A la mort del seu germà Yahya (855/856) el va succeir també a Shahsh. Va morir vers el 864 i el va succeir el seu fill Nasr I ben Ahmad. Fou també el pare del fundador de la dinastia samànida Ismail I ben Ahmad.